# ケッチン
『ケッチン』は、きらたかしによる日本の漫画作品。『週刊ヤングマガジン』（講談社）にて、2009年26号から2013年25号まで連載。

## あらすじ
勉強はそこそこ、スポーツは苦手。これといった特技を持たない少年ユウは、高校の入学式の日に、その学校の生徒、相澤が運転するバイクと接触事故を起こしてしまう。しかし、それでバイクを嫌うどころか、逆に興味を持ったユウは、同じバイク好きのクラスメイトや相澤と仲良くなり、バイクショップに出入りするようになる。高校入学を機に自分を変えようとしていたユウは、そのきっかけをバイクに求め、それにより代わり映えのしなかった日常がバイクを軸に少しずつ動き始める。進路が別れた幼なじみマコとシュウも、それぞれの場所で恋や人間関係に悩みながら青春を過ごしていく。
なお、物語の中盤、“スターシステム ”により、作者の代表作である『赤灯えれじい』のヒロイン「チーコ」が登場する。

## 登場人物
田口 勇夫（たぐち いさお）
本作の主人公。通称ユウ。気弱で寡黙。勉強はそこそこできるが、これといって特徴のない高校生。何もできない自分にコンプレックスを持ち、自分を変えるきっかけとしてバイクに乗り始めようとする。マコに片思いをし、丸山にも好意を持っている。丸山とは一緒にツーリングや祭り、2人で弁当を食べることもあり、仲良しである。
マコに告白するが、断られてしまう。そのため、最終的には丸山を彼女にしたいという気持ちを持ったようである。
愛車はホンダ・CB50。後に相澤のSRを譲り受ける。
滝村 麻子（たきむら あさこ）
ユウの幼馴染。通称マコ。ユウと同じ高校を目指すが落ちてしまい、ファミレス「デミーズ」でアルバイトをしながら定時制に通う。素直で優しい性格。のちに片山と結ばれ、処女を卒業する。
後日、体を許した片山に振られてしまったことで、言い寄ってくる男性になかなかうまく心を開くことができなくなってしまった。
岩崎 修治（いわさき しゅうじ）
ユウの幼馴染。通称シュウ。高校には進学せず、大工の見習いをやっている。短気で自己中心的な性格でケンカ早い。同じ職場にいる大工の兄コウジと、スナックをやっている母と姉（アキコ）がいる。父親とは不仲。
のちに大工見習いを辞め、丸山らと共にバイクの普通自動二輪車免許を取っている。
丸山 美由希（まるやま みゆき）
ユウの高校の同級生。バイク好きの一家に育ったため、本人もバイクに詳しい。同じバイク好きとしてユウと仲良くなる。ロングの黒髪とメガネがトレードマーク。相澤先輩に好意を持っているが、藤井が相澤と付き合っているのを知って落ち込んでしまう。そのため、徐々にユウの好意を感じ取るようになった。
愛車はホンダ・APE50。後に父親のヨンフォアを譲り受ける。
相澤（あいざわ）
ユウの高校の先輩。バイクで通学している。彼と接触事故を起こしたことが、ユウがバイクに興味を持つきっかけになった。クールな性格のイケメンで、多くの女生徒から好意を寄せられている。
愛車はヤマハ・SR400。
藤井 夕子（ふじい ゆうこ）
ユウの高校の同級生で丸山の親友。競泳の選手でありスタイルもよく、学年で一番人気の美人。ユウは彼女とよく話すことから、男子から嫉妬を集めている。のちに相澤との結婚の意志を固めた。
熊谷（くまがや）
ユウや相澤が世話になっているバイク屋の店主。ユウに自分を変えるきっかけとしてバイクを勧め、不動車だったCB50をタダで譲った。口は悪いが面倒見は良く、文句を言いながらもユウをサポートしてくれる。
愛車はスズキ・RG400γ。熊谷にとっては青春時代に憧れていた思い入れのある車種。友人の業者から譲り受けて、ユウにも手伝わせながらレストアする。
片山（かたやま）
マコの中学校の時のテニス部の先輩で、憧れの人。
高橋 直美（たかはし なおみ）
コンビニのアルバイト店員。5歳年下のシュウにナンパされ、直ちに関係を持ち同棲を始める。のちに前の彼氏との関係を修復してシュウと別れた。富山県出身。
岡島（おかじま）
ユウの同級生で写真部に入っている男子。藤井に度を越した憧れを抱いており、隠し撮りまでする肥満体質の高校生。
松野（まつの）
ユウの高校の先輩。ユウやマコと同じ「デミーズ」でアルバイトをしている。ユウに好意を持っているが、自身に対するユウの関心が薄いことを悟ると自ら身を引いた。
広岡 綾子（ひろおか あやこ）
ユウの高校の同級生。容姿は優れないが、ユウに積極的にアタック。広岡主導でユウを彼氏にする。マコを想うユウは気乗りしないが、やむを得ず広岡と交際を始めた。のちに性格の不一致で、広岡の方から交際を中断している。

## ケッチンとは
キックスターター#利点と欠点も参照のこと。

キックスタータを備えたバイクのキックレバーを踏み込んだ時、圧縮工程のシリンダーのピストンが反発することにより一時的にエンジンが逆回転することがあり、キックレバーが弾き返されて足が弾き返されたりふくらはぎを強打することを指す俗語。単気筒エンジンで起きやすく、多気筒エンジンでは他の燃焼・膨張、吸気、排気の各工程にあるシリンダーのピストンが緩衝方向に作用するため起きても軽微。排気量の大きい単気筒エンジンなどでは反発力が強く、骨折する場合もある。

## 単行本
- きらたかし『ケッチン』講談社〈ヤンマガKCスペシャル〉、全15巻
  1. 2010年11月6日発売 ISBN 978-4-06-361829-7
  2. 2010年2月15日発売 ISBN 978-4-06-361851-8
  3. 2010年6月4日発売 ISBN 978-4-06-361902-7
  4. 2010年9月6日発売 ISBN 978-4-06-361931-7
  5. 2010年12月6日発売 ISBN 978-4-06-361971-3
  6. 2011年3月4日発売 ISBN 978-4-06-382007-2
  7. 2011年6月6日発売 ISBN 978-4-06-382035-5
  8. 2011年9月6日発売 ISBN 978-4-06-382069-0
  9. 2011年12月6日発売 ISBN 978-4-06-382111-6
  10. 2012年4月6日発売 ISBN 978-4-06-382155-0
  11. 2012年8月6日発売 ISBN 978-4-06-382204-5
  12. 2012年12月6日発売 ISBN 978-4-06-382242-7
  13. 2013年3月6日発売 ISBN 978-4-06-382272-4
  14. 2013年8月6日発売 ISBN 978-4-06-382334-9
  15. 2013年8月6日発売 ISBN 978-4-06-382335-6